# A Caseira e a Catarina
 (juin 2025).
A Caseira e a Catarina est une pièce de théâtre de 1962, écrite par le dramaturge brésilien Ariano Suassuna,.

## Version originale
La pièce raconte la vie d'une femme trahie par son mari. Très triste et fâchée, cette dernière fait un pacte avec le diable et lui demande d'enlever son mari ainsi que son amante. 